# Siby (departamento)
Siby é um departamento ou comuna da província de Balé no Burkina Faso. A sua capital é a cidade de Siby.
Em 1 de julho de 2018 tinha uma população estimada em 20321 habitantes.